# Hans Erni

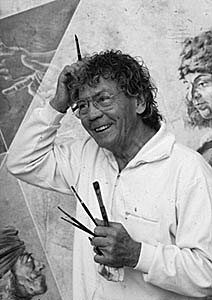
Hans Erni,
Foto: Erling Mandelmann, 1967

Hans Erni (* 21. Februar 1909 in Luzern; † 21. März 2015 ebenda) war ein Schweizer Maler, Grafiker und Bildhauer. Er gestaltete zahlreiche Lithografien, Plakate, Wandbilder, Bücher, Medaillen und schuf Entwürfe für rund 90 Briefmarken (hauptsächlich für die Schweiz, Liechtenstein und die UNO). Für die Schweizerische Nationalbank gestaltete er drei Reserve-Banknoten (für die vierte Banknotenserie 1938) und 2009 die amtliche 50-Franken-Goldmünze 100 Jahre Pro Patria.

## Leben

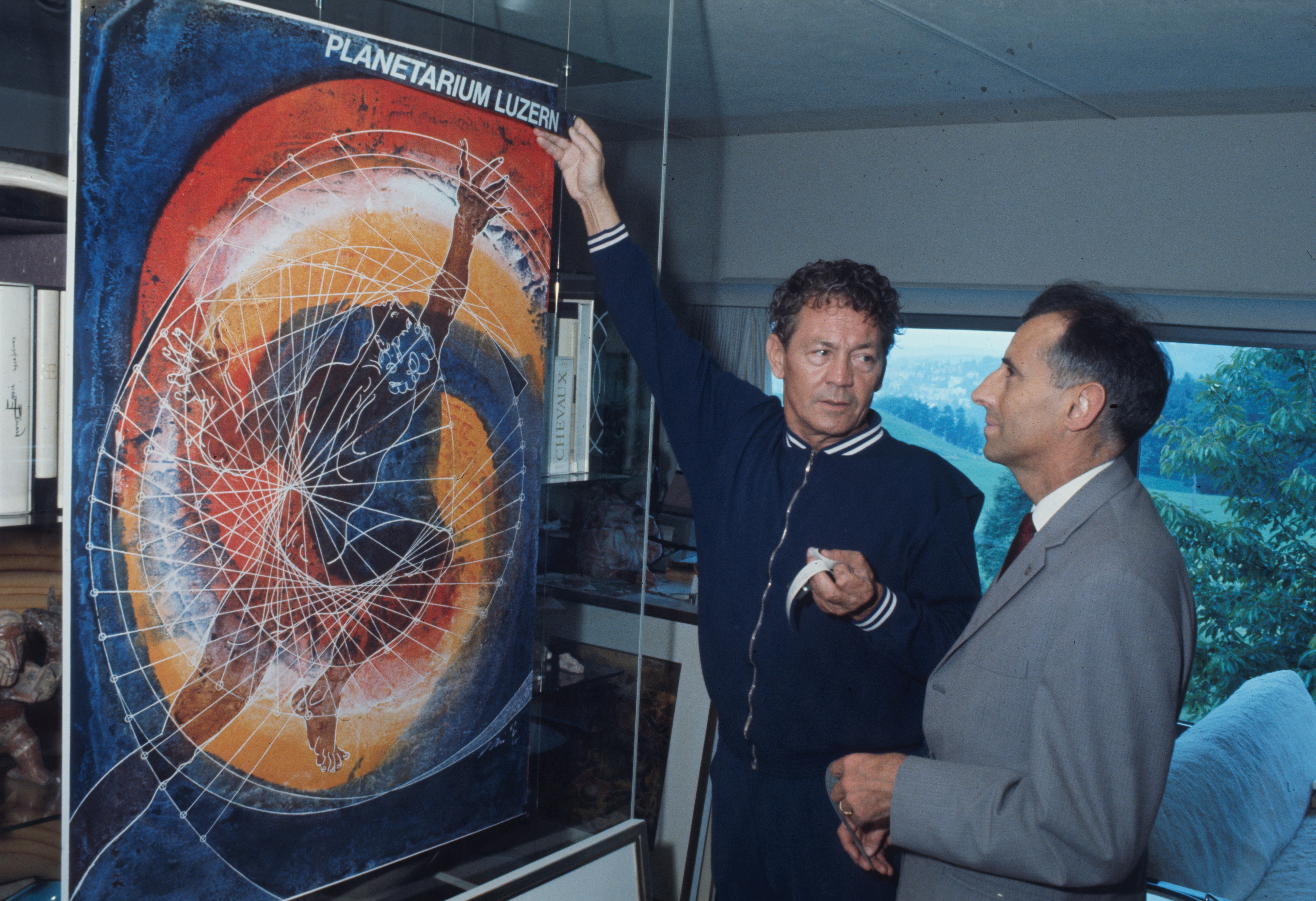
Plakat für das Verkehrshaus Luzern, Hans Erni mit Direktor Alfred Waldis, Foto: Hans Gerber, Comet Photo, Bildarchiv ETH-Bibliothek Zürich, 1969

Hans Ernis Vater Gotthard Erni war Maschinist auf einem Dampfschiff (dem Raddampfer «Uri») und Hobbymaler, seine Mutter Maria ursprünglich Bäuerin. Er hatte drei Brüder und vier Schwestern; die älteste, Maria Strebi-Erni (* 14. Januar 1907), starb im Alter von 107 Jahren.
Nach der Schulzeit begann Erni eine Lehre als Vermessungstechniker. Anschliessend machte er eine zweite Lehre als Bauzeichner. Damals, 1927, hatte er Kontakte mit der Kunstliteratur und begann sein Kunststudium in Luzern. 1928 reiste er erstmals nach Paris, wo er den Jahreswettbewerb der Académie Julian gewann. Weil er Ausländer war, wurde ihm der Preis aber nicht ausbezahlt. Zehn Jahre später war er bei diesem Wettbewerb Jurymitglied. Von 1930 bis 1933 hielt er sich abwechselnd in Luzern und Paris auf. In jener Zeit machte er Bekanntschaft mit der zeitgenössischen französischen Malerei von Picasso und Braque. Er organisierte im Auftrag des Kunstmuseums Luzern eine Ausstellung mit Picasso.
Erni war in erster Ehe mit der Künstlerin Gertrud Bohnert (* 1908; † 1948 bei einem Reitunfall) verheiratet. 1949 heiratete er die 18 Jahre jüngere Sekretärin Doris Kessler. Aus erster Ehe hatte er eine Tochter, Simone Erni, die ebenfalls als Künstlerin tätig ist. Zwei Töchter und ein Sohn gingen aus der zweiten Ehe hervor. In der ersten Lebenshälfte war Erni zudem ein aktiver Sportler (Landhockey, Skispringen und Skilanglauf). Er engagierte sich intensiv für den Sport. Daher malte er viele Bilder zu diesem Thema und gestaltete zweimal die Medaillen der Ruder- sowie je einmal der Eishockey- und Handball-Weltmeisterschaften. Die United States Sports Academy ernannte ihn zum Sport-Künstler des Jahres 1989.

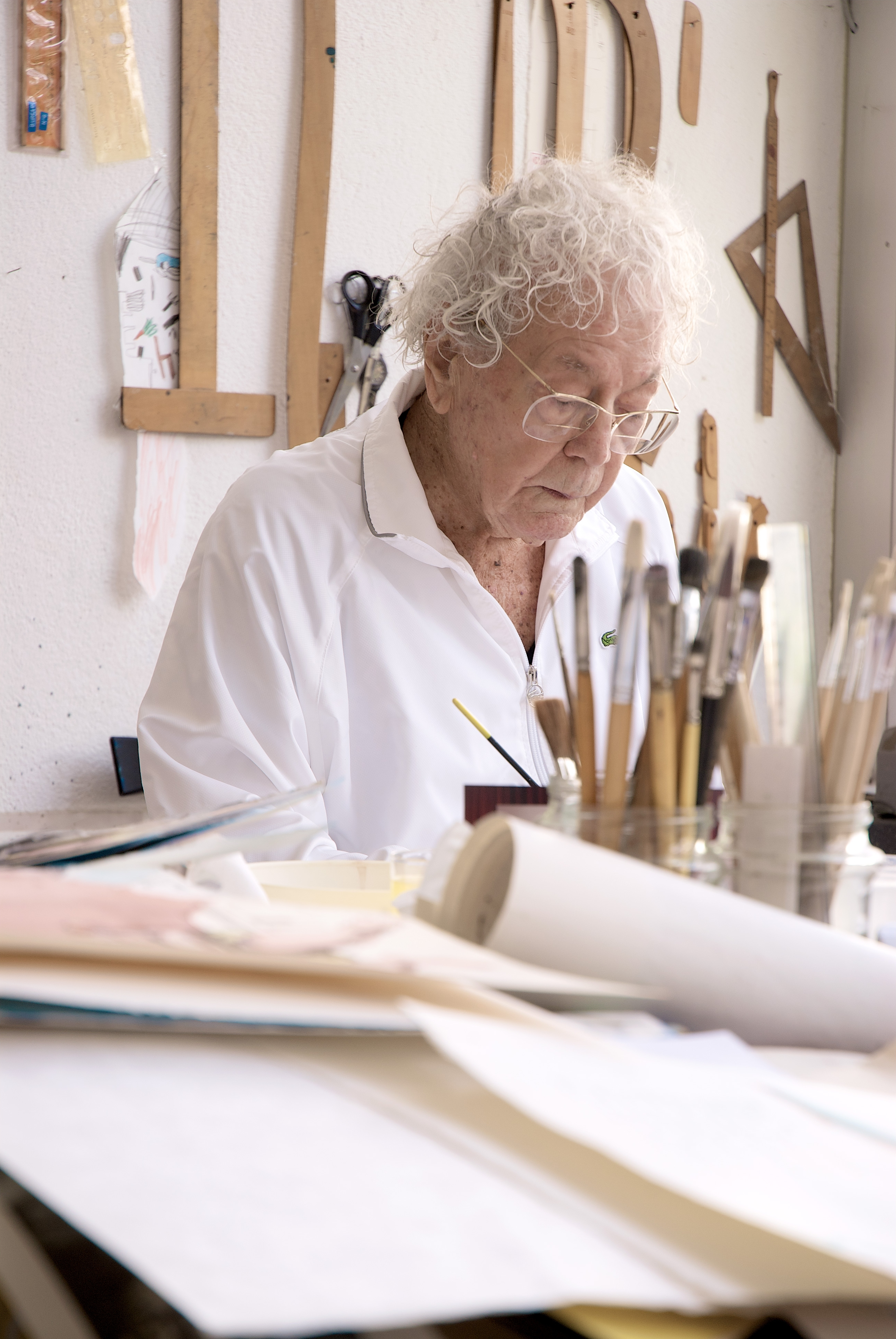
Hans Erni, 2010

Zu seinen Lieblingsmotiven zählten weiter die Friedenstaube und der Akt («Der Mensch wird nackt geboren und stirbt nackt»). Zudem malte er jährlich ein Selbstporträt, welches er jeweils seiner Frau schenkte.
1937 war Erni Mitbegründer der Künstlervereinigung allianz. Von 1961 bis 1993 war Erni Korrespondierendes Mitglied der Akademie der Künste der DDR, Sektion Bildende Kunst.
Erni blieb als Künstler in Fachkreisen wegen seiner anhaltenden Popularität lange Zeit umstritten. Die allmähliche Rehabilitierung begann 1966 mit einer Ausstellung in Schaffhausen. 1967 wurde er mit dem Kunst- und Kulturpreis der Stadt Luzern ausgezeichnet. Schweizer Kunstmuseen boykottierten ihn und seine Werke jedoch weiterhin. Darum wurde am 15. September 1979 im Luzerner Verkehrshaus das Hans Erni Museum mit einer umfangreichen Sammlung eröffnet. Für dieses Museum malte er ein 30 Meter langes Wandbild Panta rhei («alles fliesst»).

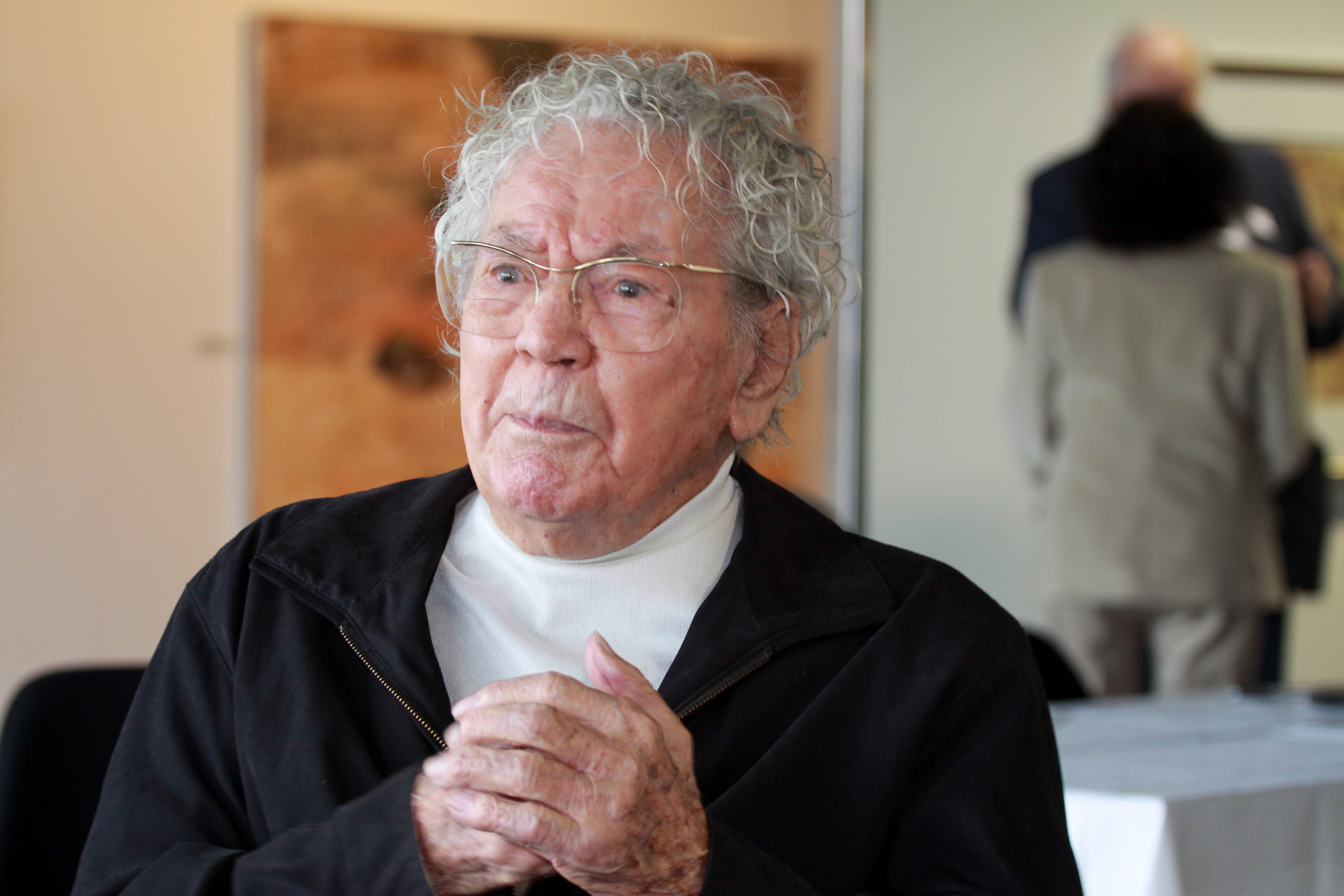
Hans Erni, 101-jährig

2004 verlieh ihm die Stadt Luzern die Ehrenbürgerwürde. 2005 wurde ihm in Saint-Paul-de-Vence die Ehrenmedaille für sein Lebenswerk überreicht. Ab den 1980er-Jahren wohnte Erni zeitweise in dieser Stadt. Am 10. Januar 2009 wurde Erni – einen Monat vor seinem 100. Geburtstag – der Schweizer Lifetime-Award 2008 verliehen, in Anerkennung seines Lebenswerkes.
Bis zu seinem einhundertsechsten Lebensjahr arbeitete Erni noch täglich im Atelier.
Im März 2015 starb Hans Erni im Alter von 106 Jahren.

## Werk

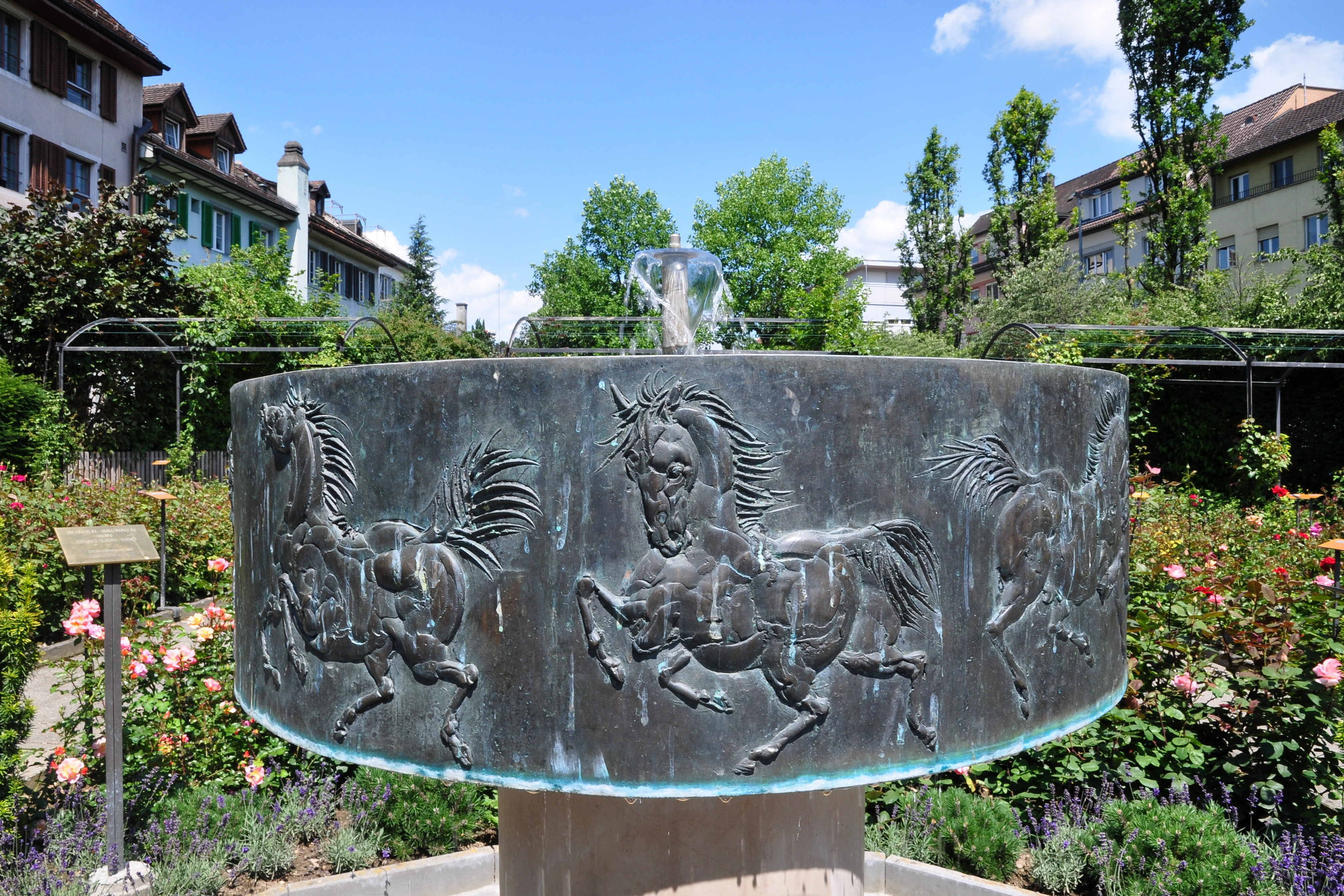
Zierbrunnen von Hans Erni im Duftrosengarten in Rapperswil

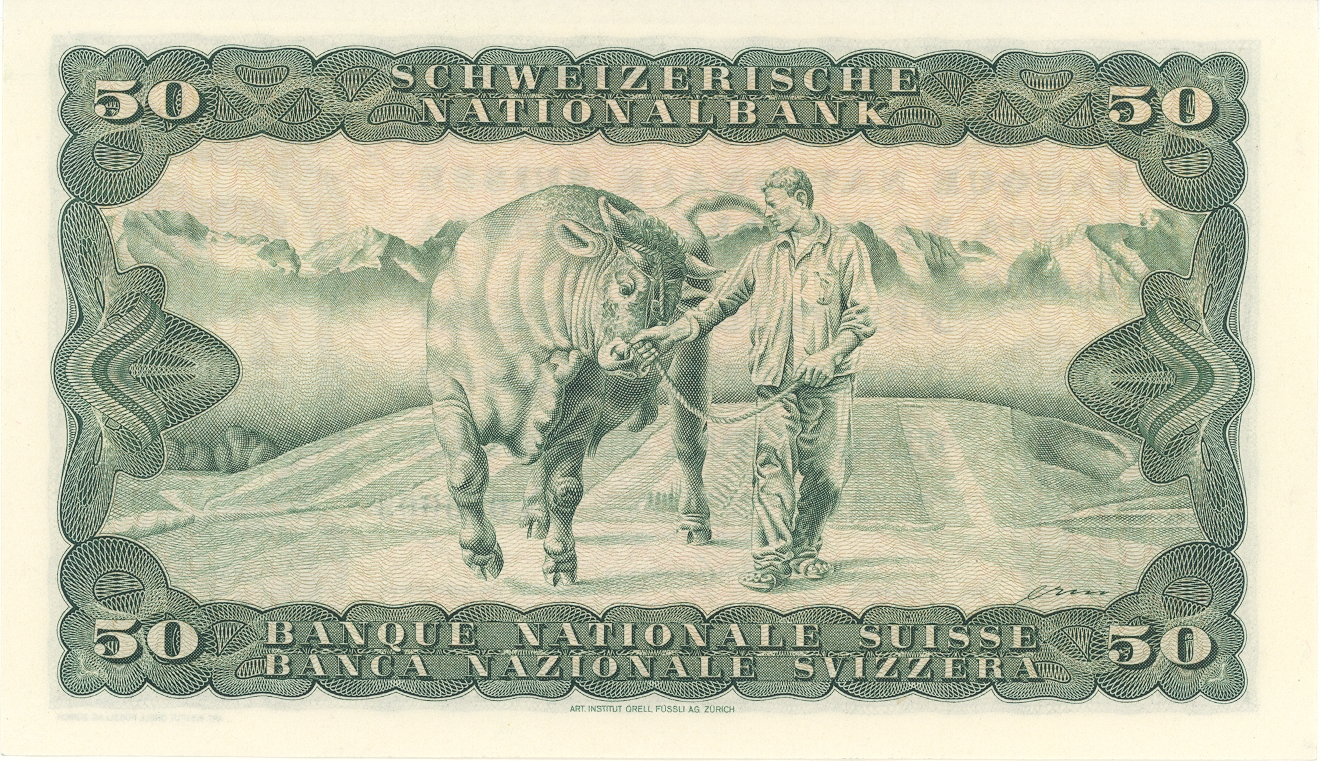
Von Erni entworfene 50-Franken-Note, Rückseite

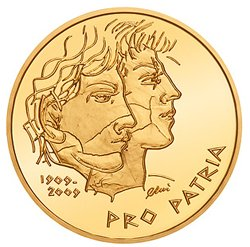
50-Franken-Goldmünze 100 Jahre Pro Patria, 2009, gestaltet von Hans Erni

Erni war 1938 zusammen mit Victor Surbek an der Gestaltung der vierten Banknoten-Serie der Schweizerischen Nationalbank beteiligt, wobei er die Tausender-, Fünfhunderter- und die Fünfzigernote gestaltete. Die Serie wurde gedruckt, aber nie in Umlauf gebracht, da es sich um eine Reserveserie handelte, angeblich auch, weil ein Luzerner Parlamentarier Einspruch erhoben hatte, dass «ausgerechnet ein Kommunist wie Erni» diesen Auftrag erhalten habe. Den Ruf als Kommunisten hatte Erni – selber nie einer Partei angehörig – besonders wegen seiner Freundschaft zu Konrad Farner; nach dem Ungarnaufstand von 1956 distanzierte er sich endgültig davon. Im Zuge der Fichenaffäre erhielt er 1991 seine 36 Seiten umfassende Fiche.
Mit Werken wie dem Wandbild für die Schweizerische Landesausstellung wurde er 1939 in der breiten Öffentlichkeit bekannt. Von 1940 bis 1945 absolvierte er seinen Aktivdienst als Tarnungsmaler. 1950 schuf er seine ersten Keramiken. Zwischen 1950 und 1952 fanden in mehreren wichtigen Städten Amerikas Einzelausstellungen statt. Die geplante Teilnahme an der Biennale São Paulo 1951 wurde ihm vom damaligen Bundesrat Philipp Etter untersagt. Nachdem er ein Jahr in Mauretanien und Guinea gelebt hatte, malte er viele afrikanische Sujets. Im Jahre 1960 brachte er zusammen mit Alfred Pauletto, Celestino Piatti, Hugo Wetli und Kurt Wirth eine Ausstellung zum Thema Grafiker als Maler zustande. Im Jahre 1964 war er Teilnehmer der documenta III in Kassel in der Abteilung Grafik.
Erni gestaltete für das Fürstentum Liechtenstein drei Briefmarkenserien: «250 Jahre Fürstentum Liechtenstein» (1969), «Sapporo 1972 (Olympische Winterspiele)» (1971) und ein Jahr später «Olympische Sommerspiele München 1972». Er entwarf auch zahlreiche Briefmarkenserien für die UNO und die Schweiz, unter anderem mit Portraits von Max Bill, Albert Einstein, Alberto Giacometti, Hermann Hesse, Arthur Honegger, Paul Klee, Le Corbusier, Thomas Mann oder Rainer Maria Rilke. Seine 50-Rappen-Europamarke «Luft und Wasser» (1986) wurde international mehrfach prämiert und als beste Marke des Jahres ausgezeichnet.
Erni hat auch mehrfach politischen Zwecken mit Bildern gedient: national für Abstimmungskampagnen (etwa für die Einführung der AHV oder des Frauenstimmrechts), international besonders für Naturschutz und gegen Atomwaffen. Er malte Bilder zum Gedenken an die Terroranschläge vom 11. September 2001 und an den Tsunami vom 26. Dezember 2004.

### Kunst im öffentlichen Raum

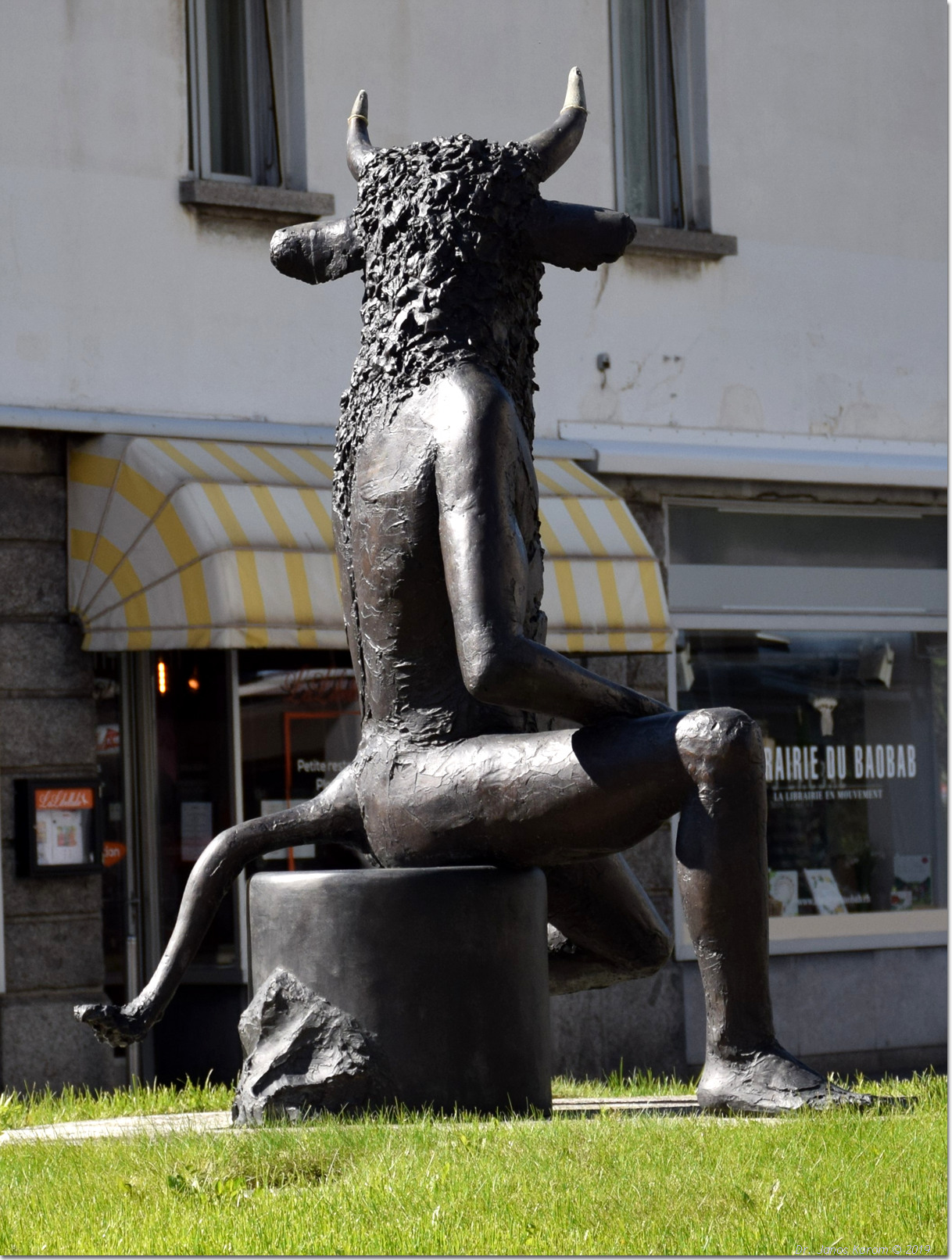
Minotaurus, Martigny, Wallis
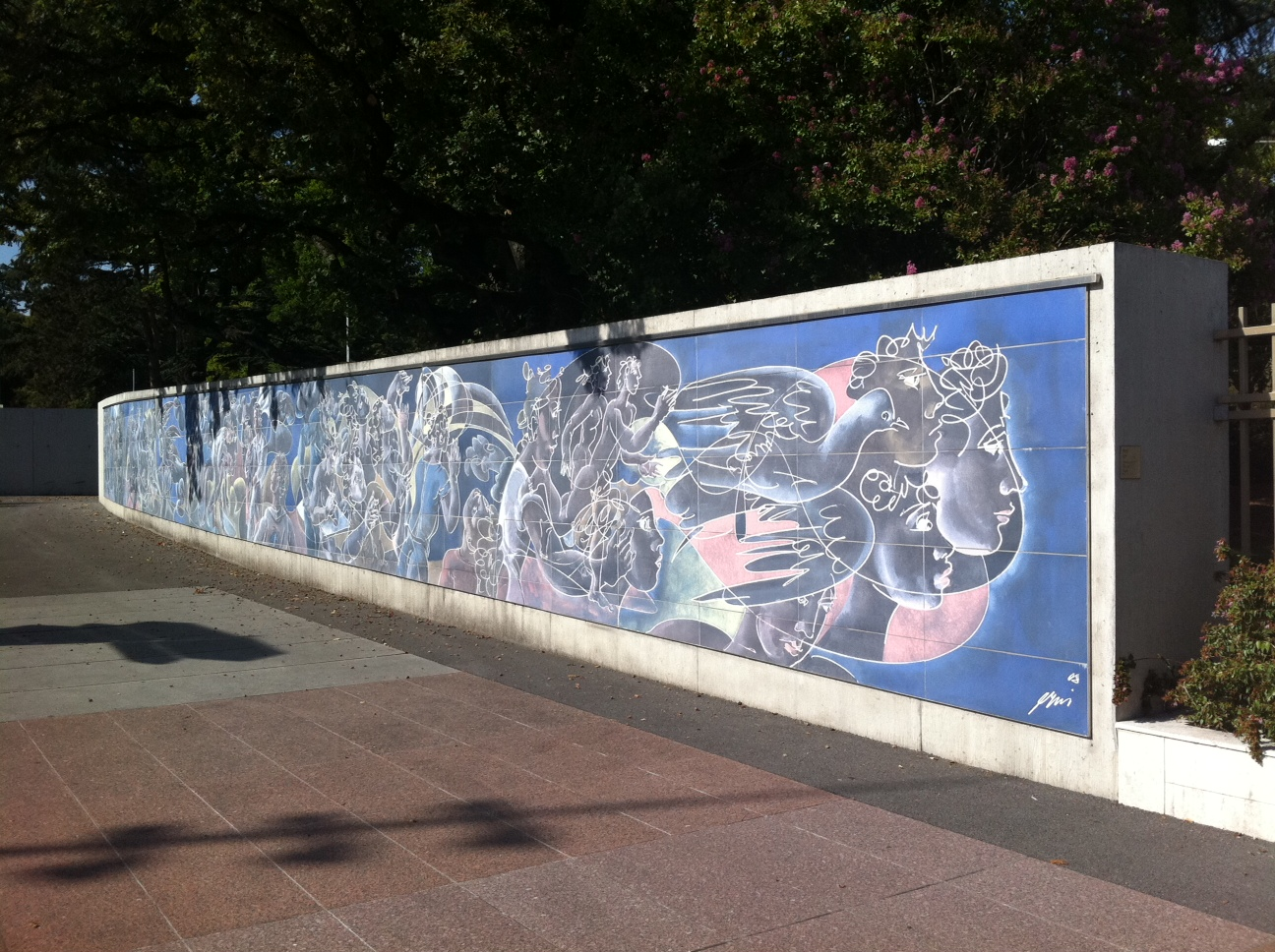
Wandbild bei den Vereinten Nationen in Genf
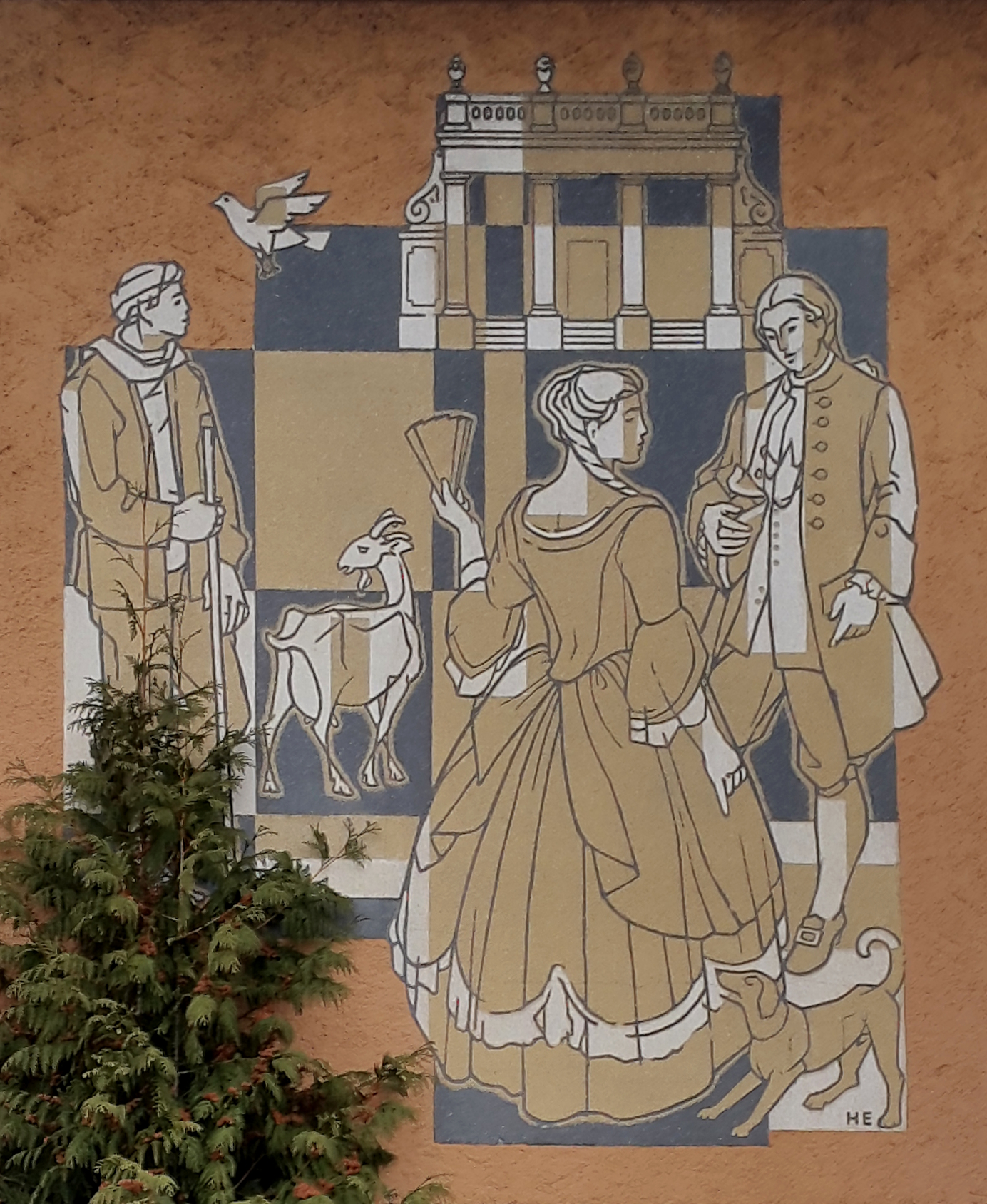
Bethli und Ruedi, die Gloriette der Campagne Oberried in Belp, nach dem 1901 erschienenen Roman Jä gäll, so geit's!, von Rudolf von Tavel

## Trivia
- Hans Erni liess sich als 37-Jähriger zum Privatpiloten ausbilden. Er widmete verschiedene Kunstwerke der Fliegerei und kreierte das Farbschema eines PC-12 der Flugzeugwerke Pilatus.[8]
- Erni pflegte einen massvoll-asketischen Lebensstil: wenig Schlaf, viel Arbeit, kaum Alkohol, keinen Tabak, fleischarme und vitaminreiche Ernährung, dazu viel Milch und Wasser.
- 1948 nahm Erni als Maler an den Kunstwettbewerben der Olympischen Sommerspiele in London teil.

## Auszeichnungen
- 2025: Aufnahme in die Porträtgalerie merkwürdiger Luzerner[9]

## Dokumentarfilm
- Raphaël Blanc: Hans Erni, ein Jahrhundertkünstler. Artemis Films in Koproduktion mit Télévision Suisse Romande/Schweizer Fernsehen, 2009.

## Ausstellungen
- 2009: Hans Erni. Retrospektive zum 100. Geburtstag. Kunstmuseum Luzern, Schweiz.[10]